# Космос-1558
Космос-1558 је један од преко 2400 совјетских вјештачких сателита лансираних у оквиру програма Космос.
Космос-1558 је лансиран са космодрома Плесецк, СССР, 25. маја 1984. Ракета-носач Сојуз је поставила сателит у орбиту око планете Земље. Маса сателита при лансирању је износила 6700 килограма. Космос-1558 је био осматрачки сателит.